# Pieter van Bloemen

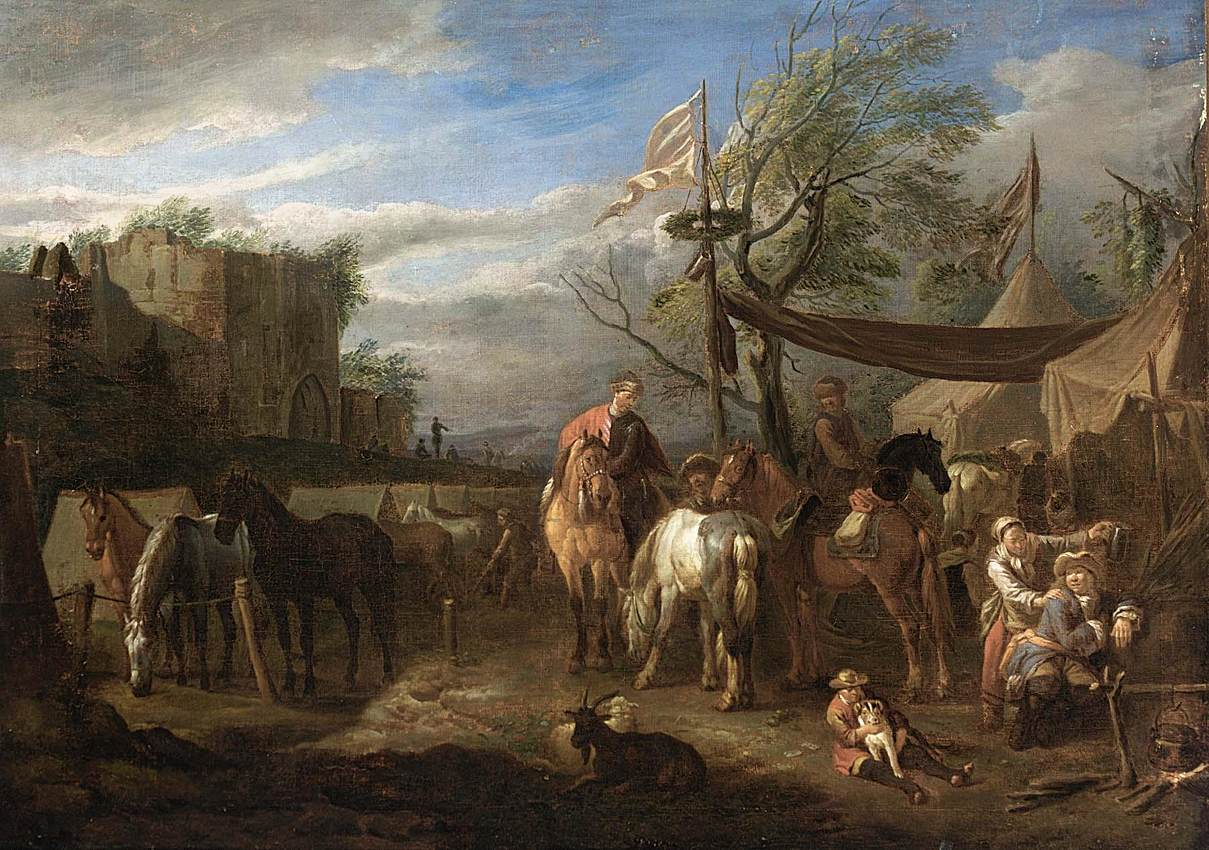
Reiter am Feldlager

Pieter van Bloemen (* vor dem 17. Januar 1657 in Antwerpen; † 6. April 1720), genannt Stendardo, war ein flämischer Maler.

## Leben und Werk
Bloemen war Schüler des Schlachtenmalers Simon van Douw und erlangte 1674 das Meisterrecht. 1685 ging er nach Rom, wo er bis 1694 blieb und sich vollständig der italienischen Manier anschloss. In Italien wurde er wegen seiner häufigen Fahnendarstellungen in seinen Bildern spöttisch stendardo genannt. 1699 wurde er Dekan der Lukasgilde seiner Vaterstadt.
In seinen Bildkompositionen spielen zumeist Landschaften und Architektur, vor allem aber Pferde die Hauptrolle, wobei es sich in der Regel um Schilderungen des Soldatenlebens handelt. Pieter van Bloemen dürfte sehr produktiv gewesen sein, alleine die Sammlung der Alten Pinakothek in München enthält acht Werke. Zahllose Aufträge von Mäzenen belegen die Beliebtheit des Künstlers bei seinen Zeitgenossen, denen seine Malweise gefällig war. Diese war auch noch Jahre nach seinem Italienaufenthalt ganz vom südlichen Ambiente und Stil geprägt.
Er war der ältere Bruder von Jan Frans und Norbert van Bloemen.

## Werke (Auszug)
- Die Pferdedressur. Öl auf Leinwand, 1716, 64 × 81 cm. Alte Pinakothek München, Depot, Inv. Nr. 1940
- Die Reitschule. Öl auf Leinwand, 1716, 63 × 81 cm. Alte Pinakothek, Depot München, Inv. Nr. 1941
- Italienische Landschaft mit Pferden und Hirten. Öl auf Leinwand, 73 × 98 cm. Kunsthistorisches Museum, Wien, Inv. Nr. GG_1735